# Maximilian von Eynatten
Maximilian Georg Ulrich Fortunatus Hubert Freiherr von Eynatten (* 16. Oktober 1827 in Deutsch-Eylau; † 15. Januar 1894 in Karlsruhe) war ein preußischer Generalleutnant.

## Leben

### Herkunft
Maximilian war ein Sohn des preußischen Premierleutnants Adolf von Eynatten (1796–1834) und dessen Ehefrau Karoline, geborene von Kleist (1796–1877).

### Militärkarriere
Eynatten besuchte die Kadettenhäuser in Kulm und Berlin. Anschließend wurde er am 4. Juli 1844 als aggregierter Sekondeleutnant der 7. Artillerie-Brigade der Preußischen Armee überwiesen und absolvierte zur weiteren Ausbildung von Oktober 1845 bis Juni 1847 die Vereinigte Artillerie- und Ingenieurschule. Nach seinem erfolgreichen Abschluss wurde er Mitte September 1847 mit der Ernennung zum Artillerieoffizier einrangiert. 1849 nahm Eynatten während der Niederschlagung der Badischen Revolution an den Gefechten bei Philippsburg, Waghäusel, Durlach, Bischweiler und Kuppenheim teil. Nach seiner Beförderung zum Premierleutnant wurde er Anfang Oktober 1854 als Mitglied der Artillerierevisionskommission nach Köln kommandiert und war Anfang 1859 für drei Monate Assistent bei der Artillerieprüfungskommission. Eynatten stieg Ende April 1859 zum Hauptmann auf. Als solcher war er von August 1859 bis Ende September 1860 Mitglied der Artillerieprüfungskommission an der Vereinigten Artillerie- und Ingenieurschule. Anschließend erfolgte seine Ernennung zum Batteriechef in seinem Stammregiment. In dieser Eigenschaft nahm er 1866 während des Deutschen Krieges bei der Mainarmee an den Gefechten bei Dermbach, Neidhartshausen, Zella, Kissingen, Waldaschaff, Gerchsheim und der Beschießung von Würzburg teil. Für sein Wirken wurde er mit dem Kronen-Orden III. Klasse mit Schwertern ausgezeichnet.
Eynatten avancierte Mitte Januar 1868 zum Major und Kommandeur der I. Abteilung, die er 1870/71 im Krieg gegen Frankreich in den Schlachten bei Spichern, Colombey und Gravelotte sowie vor Metz, Montmédy und Mézières führte. Im November 1870 war er zugleich Kommandeur der Belagerungsartillerie vor Diedenhofen. Ausgezeichnet mit beiden Klassen des Eisernen Kreuzes wurde Eynatten nach dem Friedensschluss am 1. Juni 1871 zum Kommandeur der reitenden Abteilung ernannt. Unter Stellung à la suite seines Regiments erfolgte am 19. Dezember 1871 seine Ernennung zum Direktor der Artillerieschießschule in Berlin. Zugleich war er ab Februar 1872 auch als Mitglied der Prüfungskommission für außeretatmäßige Sekondeleutnante der Artillerie und des Ingenieurkorps tätig. Ende Oktober 1872 erhielt Eynatten den Rang und die Gebührnisse als Regimentskommandeur, wurde Ende März 1873 Oberstleutnant und am 2. Juli 1874 zunächst mit der Führung des Feldartillerie-Regiments Nr. 15 in Straßburg beauftragt. Am 15. September 1874 wurde er zum Regimentskommandeur ernannt und in dieser Eigenschaft am 22. März 1876 zum Oberst befördert. Unter Stellung à la suite seines Regiments beauftragte man Eynatten am 22. September 1877 mit der Führung der in Karlsruhe stationierten 14. Feldartillerie-Brigade. Am 13. November 1877 wurde er Kommandeur dieser Brigade und 1881 mit dem Kommandeurkreuz I. Klasse des Ordens vom Zähringer Löwen sowie des Schwertordens ausgezeichnet. Eynatten avancierte Ende März 1882 zum Generalmajor und erhielt im Januar 1885 anlässlich des Ordensfestes den Roten Adlerorden II. Klasse mit Eichenlaub. Am 11. Februar 1886 wurde er mit dem Charakter als Generalleutnant und der gesetzlichen Pension zur Disposition gestellt.

### Familie
Eynatten verheiratete sich am 5. Februar 1852 in Aachen mit Ludovika Freiin von Negri (1829–1878). Nach ihrem Tod ehelichte er am 22. Oktober 1881 in Frauenberger Hof bei Bergzabern Emilie Bruch (* 1850). Aus den Ehen gingen folgende Kinder hervor:
- Karoline (* 1854), Schwester im Orden vom Heiligen Herzen Jesu
- Ludovika (* 1858) ⚭ 1879 Emil von Maillot de la Treille (1845–1882), Kreisdirektor des Kreises Altkirch
- Therese (* 1884)